# ژان راولوناریوو
ژان راولوناریوو (انگلیسی: Jean Ravelonarivo؛ زادهٔ ۱۷ آوریل ۱۹۵۹) یک سیاست‌مدار اهل ماداگاسکار است. وی از ژانویه ۲۰۱۵ تا آوریل ۲۰۱۶ نخست‌وزیر این کشور بود.
در سپتامبر 2021 ، دادگاه جنایی قطب ضد فساد آنتاناناریوو خواستار حضور شش فرد و یک شرکت شد. ژان راولوناریوو ، نخست وزیر بین سال های 2015 تا 2016 و بهره مند مستقیم از قراردادهای کلاهبرداری ، پنج سال حبس علیه او لازم بود. متهمان باید مبلغ 6 میلیارد قسط خسارت به CNAPS ، طرف مدنی این پرونده ، بپردازند.